# Mèo Munchkin
Mèo Munchkin là một giống mèo nhà có nguồn gốc từ Hoa Kỳ. Chúng được đặc trưng bởi tứ chi ngắn ngủn.

## Đặc điểm
Chiều dài của mèo Munchkin thường gấp 2,5 lần chiều cao. Màu lông rất đa dạng, có thể 1 màu, hoặc nhiều màu cùng lúc. Mèo Munchkin rất nổi bật với 4 chân ngắn. Suốt cuộc đời, 4 chân của chúng luôn duỗi thẳng, và sẽ không bao giờ thấy chúng khuỵu gối xuống cả.
Lông của mèo Munchkin rất bắt mắt, và có thể bảo vệ cơ thể nó khỏi thời tiết khắc nghiệt, vì thế nên chải lông hàng tuần, và thỉnh thoảng tắm cho chú mèo chân ngắn này. Mèo Munchkin rất vui vẻ, có thể nuôi chung phòng với những chú chó và mèo khác. Mèo chân ngắn thân thiện và sống tình cảm hơn các loài mèo thông thường vẫn thấy hàng ngày.